# Vòng loại Giải vô địch bóng đá thế giới 2022 – Khu vực châu Âu (Bảng H)
Bảng H là 1 trong 10 bảng đấu tại vòng loại World Cup khu vực châu Âu, đóng vai trò xác định những đội giành quyền dự vòng chung kết World Cup 2022 ở Qatar. Bảng H gồm có 6 đội: Croatia, Slovakia, Nga, Slovenia, Síp và Malta. Các đội sẽ thi đấu vòng tròn 2 lượt sân nhà - sân khách.
Đội nhất bảng sẽ giành vé trực tiếp đến World Cup 2022, trong khi đội nhì bảng sẽ giành quyền dự vòng 2 (play-offs).

## Bảng xếp hạng
| VT | Đội      | ST | T | H | B | BT | BB | HS  | Đ  | Giành quyền tham dự          |     | Croatia | Nga | Slovakia | Slovenia | Cộng hòa Síp | Malta |
| -- | -------- | -- | - | - | - | -- | -- | --- | -- | ---------------------------- | --- | ------- | --- | -------- | -------- | ------------ | ----- |
| 1  | Croatia  | 10 | 7 | 2 | 1 | 21 | 4  | +17 | 23 | FIFA World Cup 2022          |     |         | 1–0 | 2–2      | 3–0      | 1–0          | 3–0   |
| 2  | Nga      | 10 | 7 | 1 | 2 | 19 | 6  | +13 | 22 | Vòng 2, nhưng bị hủy kết quả |     | 0–0     |     | 1–0      | 2–1      | 6–0          | 2–0   |
| 3  | Slovakia | 10 | 3 | 5 | 2 | 17 | 10 | +7  | 14 |                              |     | 0–1     | 2–1 |          | 2–2      | 2–0          | 2–2   |
| 4  | Slovenia | 10 | 4 | 2 | 4 | 13 | 12 | +1  | 14 |                              | 1–0 | 1–2     | 1–1 |          | 2–1      | 1–0          |       |
| 5  | Síp      | 10 | 1 | 2 | 7 | 4  | 21 | −17 | 5  |                              | 0–3 | 0–2     | 0–0 | 1–0      |          | 2–2          |       |
| 6  | Malta    | 10 | 1 | 2 | 7 | 9  | 30 | −21 | 5  |                              | 1–7 | 1–3     | 0–6 | 0–4      | 3–0      |              |       |

1. ↑  Ngày 28 tháng 2 năm 2022, FIFA cấm mọi hoạt động bóng đá của Nga do xảy ra xung đột vũ trang với Ukraina.[1]

## Các trận đấu
Lịch thi đấu được công bố bởi UEFA vào ngày 8 tháng 12 năm 2020, một ngày sau khi bốc thăm. Giờ hiển thị là giờ châu Âu/giờ mùa hè châu Âu, được liệt kê bởi UEFA (giờ địa phương, nếu có sự khác biệt, sẽ được hiển thị trong ngoặc đơn).
| Síp | 0–0                         | Slovakia |
| --- | --------------------------- | -------- |
|     | Report (FIFA) Report (UEFA) |          |

| Malta          | 1–3                         | Nga                                        |
| -------------- | --------------------------- | ------------------------------------------ |
| - J. Mbong 56' | Report (FIFA) Report (UEFA) | - Dzyuba 23' - Fernandes 35' - Sobolev 90' |

| Slovenia     | 1–0                         | Croatia |
| ------------ | --------------------------- | ------- |
| - Lovrić 15' | Report (FIFA) Report (UEFA) |         |

| Nga               | 2–1                         | Slovenia     |
| ----------------- | --------------------------- | ------------ |
| - Dzyuba 26', 35' | Report (FIFA) Report (UEFA) | - Iličić 36' |

| Croatia       | 1–0                         | Síp |
| ------------- | --------------------------- | --- |
| - Pašalić 40' | Report (FIFA) Report (UEFA) |     |

| Slovakia                     | 2–2                         | Malta                        |
| ---------------------------- | --------------------------- | ---------------------------- |
| - Strelec 49' - Škriniar 53' | Report (FIFA) Report (UEFA) | - Gambin 16' - Satariano 20' |

| Síp          | 1–0                         | Slovenia |
| ------------ | --------------------------- | -------- |
| - Pittas 42' | Report (FIFA) Report (UEFA) |          |

| Croatia                                          | 3–0                         | Malta |
| ------------------------------------------------ | --------------------------- | ----- |
| - Perišić 62' - Modrić 76' (ph.đ.) - Brekalo 90' | Report (FIFA) Report (UEFA) |       |

| Slovakia                 | 2–1                         | Nga             |
| ------------------------ | --------------------------- | --------------- |
| - Škriniar 38' - Mak 74' | Report (FIFA) Report (UEFA) | - Fernandes 71' |

| Malta                            | 3–0                         | Síp |
| -------------------------------- | --------------------------- | --- |
| - Attard 44', 54' - J. Mbong 46' | Report (FIFA) Report (UEFA) |     |

| Nga | 0–0                         | Croatia |
| --- | --------------------------- | ------- |
|     | Report (FIFA) Report (UEFA) |         |

| Slovenia         | 1–1                         | Slovakia      |
| ---------------- | --------------------------- | ------------- |
| - Stojanović 42' | Report (FIFA) Report (UEFA) | - Boženík 32' |

| Síp | 0–2                         | Nga                               |
| --- | --------------------------- | --------------------------------- |
|     | Report (FIFA) Report (UEFA) | - Yerokhin 6' - Zhemaletdinov 55' |

| Slovenia             | 1–0                         | Malta |
| -------------------- | --------------------------- | ----- |
| - Lovrić 45' (ph.đ.) | Report (FIFA) Report (UEFA) |       |

| Slovakia | 0–1                         | Croatia        |
| -------- | --------------------------- | -------------- |
|          | Report (FIFA) Report (UEFA) | - Brozović 86' |

| Croatia                                   | 3–0                         | Slovenia |
| ----------------------------------------- | --------------------------- | -------- |
| - Livaja 33' - Pašalić 66' - Vlašić 90+4' | Report (FIFA) Report (UEFA) |          |

| Nga                                | 2–0                         | Malta |
| ---------------------------------- | --------------------------- | ----- |
| - Smolov 10' - Bakayev 84' (ph.đ.) | Report (FIFA) Report (UEFA) |       |

| Slovakia                      | 2–0                         | Síp |
| ----------------------------- | --------------------------- | --- |
| - Schranz 55' - Koscelník 77' | Report (FIFA) Report (UEFA) |     |

| Síp | 0–3                         | Croatia                                       |
| --- | --------------------------- | --------------------------------------------- |
|     | Report (FIFA) Report (UEFA) | - Perišić 45+2' - Gvardiol 80' - Livaja 90+2' |

| Malta | 0–4                         | Slovenia                                   |
| ----- | --------------------------- | ------------------------------------------ |
|       | Report (FIFA) Report (UEFA) | - Iličić 27', 60' - Šporar 49' - Šeško 67' |

| Nga                   | 1–0                         | Slovakia |
| --------------------- | --------------------------- | -------- |
| - Škriniar 24' (l.n.) | Report (FIFA) Report (UEFA) |          |

| Síp                          | 2–2                         | Malta                              |
| ---------------------------- | --------------------------- | ---------------------------------- |
| - Papoulis 7' - Sotiriou 80' | Report (FIFA) Report (UEFA) | - Z. Muscat 53' - Degabriele 90+8' |

| Croatia                     | 2–2                         | Slovakia                     |
| --------------------------- | --------------------------- | ---------------------------- |
| - Kramarić 25' - Modrić 71' | Report (FIFA) Report (UEFA) | - Schranz 20' - Haraslín 45' |

| Slovenia     | 1–2                         | Nga                          |
| ------------ | --------------------------- | ---------------------------- |
| - Iličić 40' | Report (FIFA) Report (UEFA) | - Diveyev 28' - Dzhikiya 32' |

| Nga                                                                           | 6–0                         | Síp |
| ----------------------------------------------------------------------------- | --------------------------- | --- |
| - Yerokhin 4', 87' - Smolov 55' - Mostovoy 56' - Sutormin 62' - Zabolotny 82' | Report (FIFA) Report (UEFA) |     |

| Malta                 | 1–7                         | Croatia                                                                                    |
| --------------------- | --------------------------- | ------------------------------------------------------------------------------------------ |
| - Brozović 31' (l.n.) | Report (FIFA) Report (UEFA) | - Perišić 6' - Ćaleta-Car 22' - Pašalić 39' - Modrić 45+1' - Majer 47', 64' - Kramarić 53' |

| Slovakia                         | 2–2                         | Slovenia                |
| -------------------------------- | --------------------------- | ----------------------- |
| - Duda 58' (ph.đ.) - Strelec 74' | Report (FIFA) Report (UEFA) | - Zajc 18' - Mevlja 62' |

| Croatia                 | 1–0                         | Nga |
| ----------------------- | --------------------------- | --- |
| - Kudryashov 81' (l.n.) | Report (FIFA) Report (UEFA) |     |

| Malta | 0–6                         | Slovakia                                            |
| ----- | --------------------------- | --------------------------------------------------- |
|       | Report (FIFA) Report (UEFA) | - Rusnák 6', 16' - Duda 8', 69', 80' - De Marco 72' |

| Slovenia                      | 2–1                         | Síp             |
| ----------------------------- | --------------------------- | --------------- |
| - Zajc 48' - Gnezda Čerin 84' | Report (FIFA) Report (UEFA) | - Kakoullis 89' |

## Danh sách cầu thủ ghi bàn
Đã có 83 bàn thắng ghi được trong 30 trận đấu, trung bình 2.77 bàn thắng mỗi trận đấu.
4 bàn thắng
- Ondrej Duda
- Josip Iličić

3 bàn thắng
- Luka Modrić
- Mario Pašalić
- Ivan Perišić
- Artem Dzyuba
- Aleksandr Yerokhin

2 bàn thắng
- Andrej Kramarić
- Marko Livaja
- Lovro Majer
- Cain Attard
- Joseph Mbong
- Mário Fernandes
- Fyodor Smolov
- Ivan Schranz
- Milan Škriniar
- David Strelec
- Sandi Lovrić
- Miha Zajc

1 bàn thắng
- Josip Brekalo
- Marcelo Brozović
- Duje Ćaleta-Car
- Joško Gvardiol
- Nikola Vlašić
- Andronikos Kakoullis
- Fotis Papoulis
- Ioannis Pittas
- Pieros Sotiriou
- Jurgen Degabriele
- Luke Gambin
- Zach Muscat
- Alexander Satariano
- Zelimkhan Bakayev
- Igor Diveyev
- Georgi Dzhikiya
- Andrei Mostovoy
- Aleksandr Sobolev
- Aleksei Sutormin
- Anton Zabolotny
- Rifat Zhemaletdinov
- Róbert Boženík
- Vernon De Marco
- Lukáš Haraslín
- Martin Koscelník
- Róbert Mak
- Adam Gnezda Čerin
- Miha Mevlja
- Benjamin Šeško
- Andraž Šporar
- Petar Stojanović

1 bàn phản lưới nhà
- Marcelo Brozović (trong trận gặp Malta)
- Fyodor Kudryashov (trong trận gặp Croatia)
- Milan Škriniar (trong trận gặp Nga)

## Án treo giò
Một cầu thủ sẽ bị treo giò ở trận đấu tiếp theo nếu phạm các lỗi sau đây:
- Nhận thẻ đỏ (Án phạt vì thẻ đỏ có thể được tăng lên nếu phạm lỗi nghiêm trọng)
- Nhận 2 thẻ vàng ở 2 trận đấu khác nhau (Án phạt vì thẻ vàng được áp dụng đến vòng play-offs, nhưng không áp dụng ở vòng chung kết hay những trận đấu quốc tế khác trong tương lai)

| Đội      | Cầu thủ               | Thẻ phạt                                                                                            | Treo giò                          |
| -------- | --------------------- | --------------------------------------------------------------------------------------------------- | --------------------------------- |
| Croatia  | Borna Barišić         | v Slovenia (24 tháng 3 năm 2021) · v Slovakia (11 tháng 10 năm 2021)                                | v Malta (11 tháng 11 năm 2021)    |
| Croatia  | Mateo Kovačić         | v Síp (27 tháng 3 năm 2021) · v Síp (8 tháng 10 năm 2021)                                           | v Slovakia (11 tháng 10 năm 2021) |
| Croatia  | Marko Rog             | v Bồ Đào Nha in UEFA Nations League 2020–21 (17 tháng 11 năm 2020)                                  | v Slovenia (24 tháng 3 năm 2021)  |
| Croatia  | Domagoj Vida          | v Slovenia (24 tháng 3 năm 2021) · v Malta (30 tháng 3 năm 2021)                                    | v Russia (1 tháng 9 năm 2021)     |
| Síp      | Kostakis Artymatas    | v Nga (4 tháng 9 năm 2021) · v Croatia (8 tháng 10 năm 2021)                                        | v Malta (11 tháng 10 năm 2021)    |
| Síp      | Andreas Avraam        | v Slovakia (7 tháng 9 năm 2021) · v Croatia (8 tháng 10 năm 2021)                                   | v Malta (11 tháng 10 năm 2021)    |
| Síp      | Constantinos Soteriou | v Malta (1 tháng 9 năm 2021)                                                                        | v Nga (4 tháng 9 năm 2021)        |
| Malta    | Ryan Camenzuli        | v Slovakia (27 tháng 3 năm 2021) · v Nga (7 tháng 9 năm 2021)                                       | v Slovenia (8 tháng 10 năm 2021)  |
| Malta    | Joseph Mbong          | v Síp (1 tháng 9 năm 2021) · v Slovenia (8 tháng 10 năm 2021)                                       | v Síp (11 tháng 10 năm 2021)      |
| Malta    | Enrico Pepe           | v Slovenia (4 tháng 9 năm 2021) · v Croatia (11 tháng 11 năm 2021)                                  | v Slovakia (14 tháng 11 năm 2021) |
| Malta    | Alexander Satariano   | v Slovenia (4 tháng 9 năm 2021) · v Slovenia (8 tháng 10 năm 2021)                                  | v Síp (11 tháng 10 năm 2021)      |
| Nga      | Aleksei Miranchuk     | v Slovenia (27 tháng 3 năm 2021) · v Malta (7 tháng 9 năm 2021)                                     | vs Slovakia (8 tháng 10 năm 2021) |
| Nga      | Rifat Zhemaletdinov   | v Malta (24 tháng 3 năm 2021) · v Slovakia (30 tháng 3 năm 2021)                                    | v Croatia (1 tháng 9 năm 2021)    |
| Slovakia | Dávid Hancko          | v Síp (7 tháng 9 năm 2021) · v Croatia (11 tháng 10 năm 2021)                                       | v Slovenia (11 tháng 11 năm 2021) |
| Slovakia | Juraj Kucka           | v Nga (8 tháng 10 năm 2021) · v Croatia (11 tháng 10 năm 2021)                                      |                                   |
| Slovakia | Peter Pekarík         | v Croatia (4 tháng 9 năm 2021) · v Slovenia (11 tháng 11 năm 2021)                                  | v Malta (14 tháng 11 năm 2021)    |
| Slovakia | Ivan Schranz          | v Slovenia (1 tháng 9 năm 2021) · v Croatia (11 tháng 10 năm 2021)v Slovenia (11 tháng 11 năm 2021) |                                   |
| Slovenia | Jaka Bijol            | v Croatia (7 tháng 9 năm 2021) · v Nga (11 tháng 10 năm 2021)                                       | v Slovakia (11 tháng 11 năm 2021) |
| Slovenia | Miha Blažič           | v Slovakia (11 tháng 11 năm 2021)                                                                   | v Síp (14 tháng 11 năm 2021)      |
| Slovenia | Adam Gnezda Čerin     | v Slovakia (1 tháng 9 năm 2021) · v Nga (11 tháng 10 năm 2021)                                      | v Slovakia (11 tháng 11 năm 2021) |
| Slovenia | Josip Iličić          | v Síp (30 tháng 3 năm 2021) · v Slovakia (1 tháng 9 năm 2021)                                       | v Malta (4 tháng 9 năm 2021)      |
| Slovenia | Jasmin Kurtić         | v Croatia (24 tháng 3 năm 2021) · v Síp (30 tháng 3 năm 2021)                                       | v Slovakia (1 tháng 9 năm 2021)   |
| Slovenia | Jasmin Kurtić         | v Malta (4 tháng 9 năm 2021) · v Nga (11 tháng 10 năm 2021)                                         | v Slovakia (11 tháng 11 năm 2021) |
| Slovenia | Miha Mevlja           | v Croatia (24 tháng 3 năm 2021) · v Nga (27 tháng 3 năm 2021)                                       | v Síp (30 tháng 3 năm 2021)       |